# Хуэйань
Хуэйа́нь (кит. упр. 惠安, пиньинь Huì'ān) — уезд городского округа Цюаньчжоу провинции Фуцзянь (КНР).

## История
Уезд Хуэйань был выделен из уезда Цзиньцзян во времена империи Сун в 981 году.
После образования КНР в 1949 году был создан Специальный район Цюаньчжоу (泉州专区), и уезд вошёл в его состав. В 1955 году Специальный район Цюаньчжоу был переименован в Специальный район Цзиньцзян (晋江专区). В 1971 году Специальный район Цзиньцзян был переименован в Округ Цзиньцзян (晋江地区).
Постановлением Госсовета КНР от 14 мая 1985 года округ Цзиньцзян был преобразован в городской округ Цюаньчжоу.
Постановлением Госсовета КНР от 12 апреля 2000 года 5 посёлков уезда Хуэйань были выделены в отдельный район городского подчинения Цюаньган.

## Административное деление
Уезд делится на 15 посёлков и 1 национальную волость.